# Caroline Asserup
Caroline Asserup, född 4 juni 1974, är en svensk ekonom och sedan augusti 2025 generaldirektör för Energimyndigheten.
Asserup tog år 2000 en politices magister-examen i ekonomi vid Linköpings universitet, och började därefter arbeta vid Energimyndigheten. Mellan 2003 och 2005 var hon departementssekreterare först på Finansdepartementet där hon arbetade med energi och miljöskatter, och sedan på Näringsdepartementet där hon arbetade med elmarknadsfrågor och energisystemet. Hon har därefter fortsatt att arbeta vid Energimyndigheten. Hon har bland annat varit avdelningschef för Klimatavdelningen där hon ansvarat för bland annat energiplanering, förvaltning och utveckling av styrmedel för förnybar energi, samt internationella klimatsamarbeten och exportfrämjande.
År 2024 blev hon tillförordnad generaldirektör och i augusti 2025 ordinarie generaldirektör.